# Lotfi Zadeh
Lotfi Aliasker Zadeh (ázerbájdžánsky Lütfəli Rəhim oğlu Ələsgərzadə; 4. února 1921 – 6. září 2017) byl matematik, počítačový vědec, elektrotechnik, výzkumník umělé inteligence a profesor počítačových věd na Kalifornské univerzitě v Berkeley.
Nejvíce je znám pro svůj návrh fuzzy matematiky, skládající se ze souvisejících konceptů fuzzy množiny, fuzzy logiky, fuzzy algoritmů, fuzzy sémantiky, fuzzy jazyků, fuzzy řízení, fuzzy systémů, fuzzy pravděpodobnosti, fuzzy událostí a fuzzy informace.
Je zakládajícím členem Euroasijské akademie.

## Život
Narodil se jako Lotfi Aliaskerzadeh v Baku v Ázerbájdžánu. Jeho otec Rahim Aleskerzade byl novinář íránsko-ázerbájdžánského původu, matka Fanya (Feyga) Korenman pediatrička židovského původu z Oděsy na Ukrajině; byla íránskou občankou V Baku tři roky navštěvoval základní školu.
V roce 1931 se rodina přestěhovala do Teheránu, kde dalších osm let chodil do místní střední školy. Přestože ovládal lépe ruštinu než perštinu, složil v Íránu zkoušky na univerzitu a umístil se jako třetí nejlepší v celé zemi. V roce 1942 dokončil Teheránskou univerzitu jako jeden ze tří absolventů oboru elektrotechnika. Během invaze Spojených států amerických, Sovětského svazu a Velké Británie do Íránu Zadeh pomáhal svému otci, jenž obchodoval s americkými vojáky, kterým dodával kovy a stavební materiály.
Roku 1943 Zadeh se rozhodl emigrovat do Spojených států, kam se dostával složitou cestou přes Káhiru, kde čekal na loď a na potřebné dokumenty k cestě. Do USA se dostal v polovině roku 1944 a nastoupil na Massachusettský technologický institut, kde nastoupil jako postgraduální student. V USA si změnil prostřední jméno na Asker.
Na Massachusettském technologickém institutu získal v roce 1946 magisterský titul v elektrotechnice. Následně odešel na Kolumbijskou univerzitu, protože jeho rodiče se přestěhovali do New Yorku. Kolumbijská univerzita jej přijala jako doktoranda, titul z elektrotechniky zde získal roku 1949, následující rok se stal asistentem.
Na Kolumbijské univerzitě vyučoval deset let, až byl v roce 1957 povýšen na řádného profesora. V roce 1959 přesídlil na Kalifornskou univerzitu v Berkeley. Roku 1965 zde vydal práci na téma fuzzy množin, ve které detailněji studuje matematiku fuzzy teorie množin. V roce 1973 navrhl teorii fuzzy logiky.

## Vědecká práce
Podle Google Scholar byly Zadehovy práce k září 2015 citovány 150 852krát, z toho práce o fuzzy množinách 58 251krát.

### Fuzzy množiny a systémy
Ve své teorii Zadeh navrhoval použití charakteristické funkce s rozsahem intervalu [0,1] fungující na doméně všech možných hodnot. Navrhl nové operace na počtu logiky a ukázal, že fuzzy logika je zobecněním klasické a booleovské logiky. Navrhl také fuzzy čísla jako zvláštní typ fuzzy množin, stejně jako odpovídající pravidla pro konzistentní matematické operace.

### Další práce
V roce 1952 spolu s Johnem Ragazzinim vyvinuli metodu Z transformace v diskrétním zpracování časových signálů. Tato metoda je i na počátku 21. století standardem v oblasti digitálního zpracování signálu, digitálního ovládání a dalších diskrétních systémech používaných v průmyslu a výzkumu.
Jeho nejnovější práce zahrnuje výpočetní techniky se slovy a vnímáním.

## Osobní život
Zadeh byl ženatý s Fay Zadeh, kterou poznal na univerzitě v Íránu, mají spolu dvě děti.